# 敦寨镇
敦寨镇，是中华人民共和国贵州省黔东南苗族侗族自治州锦屏县下辖的一个乡镇级行政单位。

## 行政区划
敦寨镇下辖以下地区：
敦寨村、山洞村、培寨村、笋屯村、平江村、亮司一村、亮司二村、龙池村、者屯村、地步村、罗丹村、帮寨村、三合村、雷屯村、九南村、竹山坪村、色界村和云亮村。